# Degasazione termica
La degasazione termica è un processo industriale di trattamento delle acque necessario a rendere l'acqua adatta ai vari impieghi per i quali è destinata:
- materia prima;
- agente di fabbricazione (solvente, lavaggio, mezzo di sospensione);
- fonte energetica allo stato liquido (turbine, trasporto materiale, comandi idraulici);
- mezzo di trasporto per il calore;
- isolante in impianti nucleari;
- estintore d'incendio;
- servizi generali.

Dopo il processo di aerazione, atto all'eliminazione di anidride carbonica (CO2), l'acqua viene arricchita di ossigeno (O2) che è corrosivo, quindi si procede alla degasazione termica, che si realizza facendo piovere l'acqua nebulizzata dall'alto di una torre, mentre dal basso si insuffla una corrente di vapore acqueo.
Le parti essenziali di un degasatore termico sono:
- la colonna di degasazione;
- il serbatoio di raccolta dell'acqua degasata;
- lo scambiatore di calore, che assolve il compito di preriscaldare l'acqua entrante e di condensare il vapore, che altrimenti andrebbe interamente allo sfiato.